# Protandrena xestops
Protandrena xestops är en biart som beskrevs av Timberlake 1976. Protandrena xestops ingår i släktet Protandrena och familjen grävbin. Inga underarter finns listade i Catalogue of Life.